# Хърватска република Херцег-Босна
Хърватската република Херцег-Босна (на хърватски: Hrvatska Republika Herceg-Bosna) e историческа международно непризната държава, просъществувала между 1991 и 1994 г. на територията на днешна Босна и Херцеговина и възникнала в резултат разпадането на Югославия и войната в Босна и Херцеговина. Столица на страната е Западен Мостар.

## История
На 18 ноември 1991 г. хърватските националисти Мате Бобан и Дарио Кордич, впоследствие осъдени за военни престъпления от Хагския трибунал, обявяват създаването на Хърватската общност Херцег-Босна (на хърватски: Hrvatska zajednica Herceg-Bosna) като отделна политическа, културна, икономическа и териториална единица на територията на Босна и Херцеговина.
Ръководителите на Херцег-Босна участват (особено след провъзгласяването независимостта на Босна и Херцеговина от Югославия през май 1992 г.) в т.нар. хърватизация (етническо прочистване) на общините, които, според тях, са част от Херцег-Босна. Непрекъснато нарастват проявите на преследване и дискриминация спрямо местното нехърватско (в частност, босненско) население. Хърватски военни формирования завземат много общински властови органи на местните босненски лидери. Хърватските власти с помощта на военните сили установяват контрол върху средствата за масова информация. Въведена е хърватска национална символика и валута, а хърватският език и хърватските програми навлизат в училищата. Голям брой босненци и сърби биват уволнени от държавните и частни предприятия; хуманитарната помощ се контролира и е ограничена за тези етнически групи. Много техни представители са депортирани в концентрационните лагери Гелиодром, Дретели, Габела, Войно и Суне.
На 28 август 1993 г. е провъзгласена независимостта от Босна и Херцеговина на Хърватската общност Херцег-Босна, която официално се преименува на Хърватска република Херцег-Босна. Останала непризната от нито една държава, на 20 януари 1994 г. тя е обявена извън закона от Конституционния съд на Босна и Херцеговина.
Хагският трибунал започва съдебно разследване срещу лидерите на Херцег-Босна (Ядранко Пърлич, Бруно Стоич, Слободан Праляк, Миливой Петкович, Валентин Чорич и Берислав Пушич) по обвинения, включващи престъпления против човечността, сериозни нарушения на Женевската конвенция и на законите и обичаите на войната.
Западните държави от самото начало се отнасят негативно към съществуването на самостоятелна хърватска държава на територията на Босна и Херцеговина. През 1994 г. под техен натиск е подписано Вашингтонското споразумение, с което Хърватската република Херцег-Босна престава да съществува и заедно с мюсюлманската Република Босна и Херцеговина образува Федерация Босна и Херцеговина.